# Жирухины
Жирухины — деревня в Оричевском районе Кировской области в составе Усовского сельского поселения.

## География
Находится на расстоянии примерно 10 километров по прямой на юго-восток от районного центра поселка Оричи.

## История
Известна с 1891 года как починок Ежовский малый. В 1905 году учтено дворов 10 и жителей 66, в 1926 11 и 67, в 1950 13 и 44 соответственно. В 1989 году постоянных жителей не было учтено. Нынешнее название закрепилось с 1939 года.

## Население
Постоянное население  составляло 5 человек (русские 100%) в 2002 году, 2 в 2010.